# Раздухов, Юрий Иванович
Юрий Иванович Раздухов (3 мая 1924 — 19 октября 2009) — советский дипломат. Чрезвычайный и полномочный посол.

## Биография
Участник Великой Отечественной войны. Окончил Ленинградский институт инженеров железнодорожного транспорта (1950) и Высшую дипломатическую школу МИД СССР (1958). На дипломатической работе с 1958 года.
- В 1950—1958 годах — первый секретарь Ленинградского обкома ВЛКСМ.
- В 1958—1959 годах — сотрудник центрального аппарата МИД СССР.
- В 1959—1961 годах — советник Посольства СССР в Китае.
- В 1961—1966 годах — сотрудник аппарата ЦК КПСС.
- В 1966—1968 годах — советник-посланник Посольства СССР в Китае.
- В 1968—1975 годах — советник-посланник Посольства СССР в Болгарии.
- С 25 мая 1975 по 24 апреля 1980 года — чрезвычайный и полномочный посол СССР в Сингапуре[1].
- В 1980—1985 годах — на ответственной работе в центральном аппарате МИД СССР.
- С 28 января 1985 по 21 апреля 1988 года — чрезвычайный и полномочный посол СССР в Кампучии[2].

С 1988 года — в отставке.

## Награды
- Орден Красной Звезды (1945);
- Медаль «За победу над Германией в Великой Отечественной войне 1941—1945 гг.» (1945);
- Медаль «За доблестный труд в Великой Отечественной войне 1941—1945 гг.» (1946);
- Орден Трудового Красного Знамени (1966);
- Орден «Знак Почёта» (1967, 1971);
- Почётная Грамота Президиума Верховного совета РСФСР (1974);
- Орден Отечественной войны I степени (1985).